# Državljanstvo NDH
Državljanstvo NDH uređeno je zakonskom odredbom o državljanstvu od 30. travnja 1941. godine, propisanoj na prijedlog ministarstva unutarnjih poslova NDH. Određeno je da je državni pripadnik osoba, koja stoji pod zaštitom Nezavisne Države Hrvatske, a da se državno pripadništvo stječe po propisima zakonske odredbe o državnom pripadništvu. Prema odredbi državljanin NDH je državni pripadnik arijskog podrijetla, koji je svojim držanjem dokazao, da nije radio protiv oslobodilačkih težnja hrvatskog naroda i koji je voljan spremno i vjerno služiti hrvatskom narodu i Nezavisnoj Državi Hrvatskoj. Odredbom je državljanin NDH nositelj političkih prava prema odredbama zakona. Odredbom je uređeno da će Ministarstvo unutarnjih poslova izdati naredbe potrebne za provedbu i nadopunu ove zakonske odredbe. Pripadnost arijskoj rasi uređeno je zakonskom odredbom o rasnoj pripadnosti od istog dana, 30. travnja. Dalje je predmet reguliran zakonskom odredbom zaštiti arijske krvi i časti Hrvatskog naroda, objavljenoj istog dana, 30. travnja 1941. godine. Najviše se ovim odredbama bavilo kao nearijcima Židovima i Romima. Ovi su rasni zakoni poslije rata bili otegotna okolnost po NDH i vodstvo NDH, zbog kojih su osuđeni u povijesnoj i pravnoj znanosti.